# Owain Glyndŵr

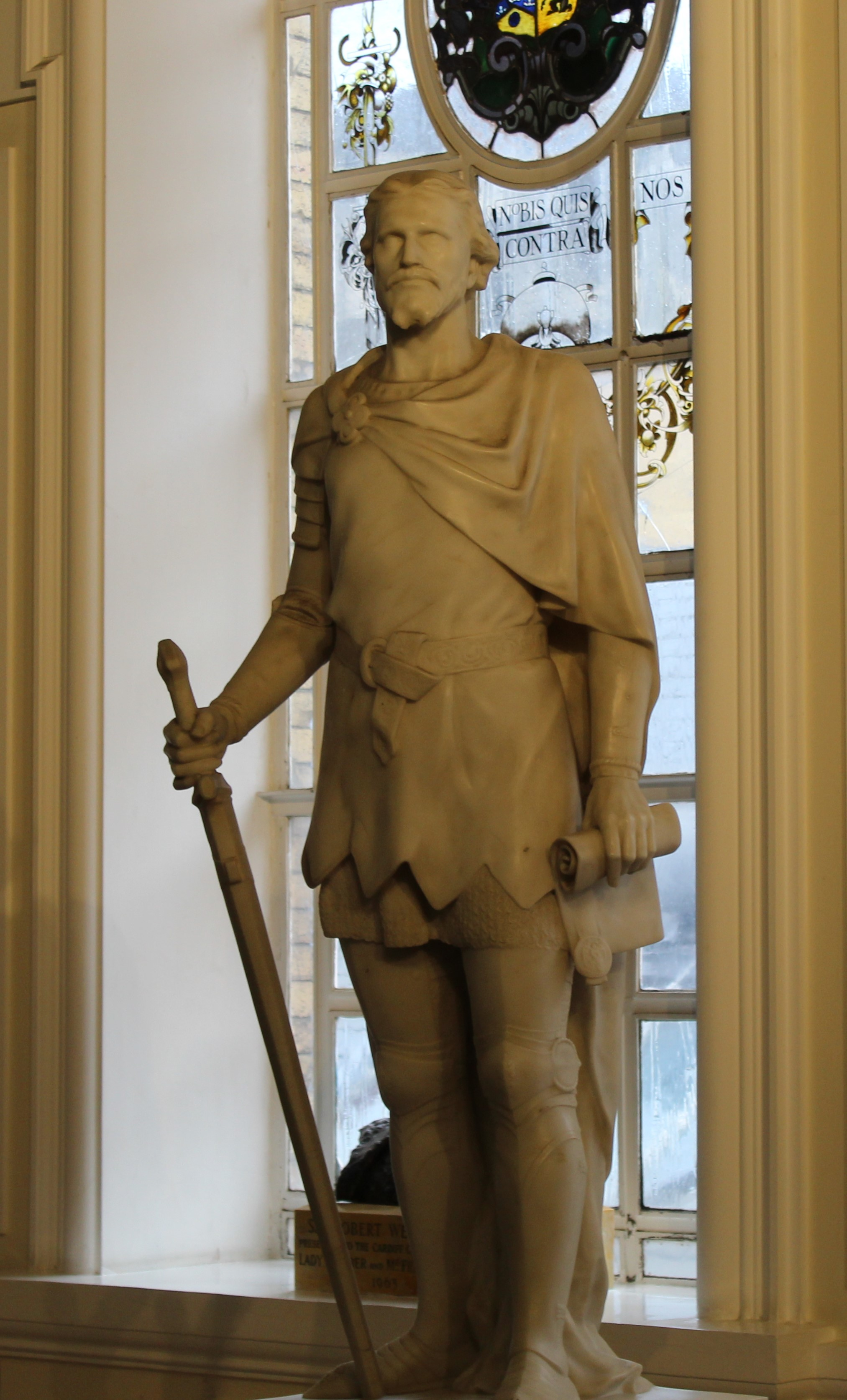
Owain Glyndŵr in de City Hall van Cardiff

Wapenschild van Owain Glyndŵr

Owain Glyndŵr, ook bekend onder zijn Engelse naam Owen Glendower (1359 - 1416), was de laatste Prins van Wales die daadwerkelijk uit Wales afkomstig was. Hij was een afstammeling van de koningen van Powys.

## Owain Glyndŵr
Aan het eind van de 14e eeuw probeerde koning Richard II de macht van de Engelse grootgrondbezitters te beperken, omdat zij steeds zijn eigen autoriteit bedreigden. Hij besloot zijn machtsbasis naar het westen te verschuiven en koos daarvoor veel nieuwe vazallen in Cheshire in Wales, aan wie hij land gaf dat hij van zijn vijanden had afgenomen. Dat bezorgde hem veel aanhangers. Richard verbande zijn tegenstander, prins Hendrik, de zoon van Jan van Gent, maar Hendrik kwam terug met een leger en wist Richard gevangen te nemen; de afgezette koning kwam onder onopgehelderde omstandigheden vier maanden later om het leven.
Owain Glyndŵr was de heerser over het noordoosten van het prinsdom Powys en eigenaar van aanzienlijke bezittingen in de grensstreek met Engeland, en een van de aanhangers van Richard II. Zijn Engelse buurman, baron Reginald Grey van Ruthin, had hem land afhandig gemaakt en een in Londen gevoerd proces daarover gewonnen; vervolgens begon Grey Glendower te belasteren. De nieuwe koning liet zijn oren hangen naar Grey en verbande Glendower onder verbeurdverklaring van zijn bezittingen. Grey was de man die het koninklijke besluit moest uitvoeren. Glendower kwam nu in opstand en werd op 16 september 1400 uitgeroepen tot Prins van Wales. Daarmee begon een Welshe revolte tegen de Engelse overheersers.

## Opstand
Glyndŵrs volgelingen zwermden uit over Wales en vielen het kasteel Ruthin onverhoeds aan: het werd veroverd en bijna vernietigd. Denbigh, Rhuddlan, Flint, Hawarden, Oswestry en Holt werden eveneens veroverd. Meer naar het zuiden werd Powis Castle aangevallen en Welshpool geplunderd. Tegelijkertijd kwamen de gebroeders Rhys en Gwilym Tudor in opstand, leden van een prominente familie van Anglesey, die nauw verbonden was geweest met koning Richard II. Hij behaalde zijn eerste overwinning in juni 1401 in de slag bij Mynydd Hyddgen.
Koning Hendrik, die onderweg was geweest om Schotland binnen te vallen, keerde om en wilde de opstand in een bliksemactie smoren. Daar kwam echter niet veel van terecht, niet alleen door de Welshe guerrilla maar ook door slecht weer. Het volgende jaar verspreidde de revolte zich: heel het noorden en midden van Wales verklaarde zich aanhanger van Owain Glyndŵr, en ook in het zuiden begonnen guerrilla-achtige activiteiten.
Nu zette Hendrik een bekende krijgsman in, de impulsieve Henry Percy, bijgenaamd Hotspur, zoon van de graaf van Northumberland. Deze verleende amnestie aan alle rebellen, op voorwaarde dat ze zich zouden overgeven. Alleen de Tudors en Glendower bleven daarvan uitgesloten. Hotspurs maatregel werkte echter niet zolang de opstandelingen succes hadden, en Glendower won een belangrijke slag toen hij in juni 1401 aangevallen werd door Engelse en Vlaamse immigranten in Wales. Een strafexpeditie van de koning mislukte jammerlijk; Hendrik overleefde de rampen die hem troffen maar nauwelijks. Hotspur klaagde over het gebrek aan steun voor zijn vreedzame tactieken, en zou uiteindelijk zelfs naar Owain overlopen.

## Het einde
Owain Glyndŵr behield de overhand tot 1406, en wist een soort staat van de grond te krijgen compleet met een regeringsprogramma. Daarna begon hij nederlagen te lijden tegen Hendrik van Monmouth, de naam waaronder de latere koning Hendrik V bekend was. Hij combineerde militaire actie met een economische boycot, die tot gevolg had dat Owains volgelingen zich begonnen over te geven, zodat ze na betaling van een hoge boete ongemoeid naar hun bezittingen terug konden keren. Ten slotte bestond Owains machtsbasis slechts uit een tweetal belegerde kastelen, Aberystwyth, dat in 1408 viel, en Harlech, dat in 1409 veroverd werd. Daarbij werden Owains vrouw, twee van zijn dochters en drie kleindochters gevangengenomen - zij zouden alle zes vóór 1415 in de Tower sterven.
Niettemin was het vuur van de revolutie nog niet gedoofd. Glendower bleef nog tot 1412 als guerrillaleider actief. Ten slotte stond hij vrijwel alleen. Hij wist echter uit handen van de Engelsen te blijven, en het is niet duidelijk wanneer en hoe hij stierf.

## Trivia
Owain Glyndŵr kreeg een heldenstatus, en zijn verdwijning inspireerde vele legenden. Zijn leven is onder meer fantasierijk en beeldend beschreven in de epische roman Owain Glyndŵr (1940) van de Britse schrijver John Cowper Powys.
Over de exacte begraafplek van Glyndŵr zijn diverse theorieën. Zo beweerde een afstammeling van Glyndŵr dat de prins gestorven was in het gehucht Mornington Straddle in Herefordshire, ongeveer tien kilometer ten oosten van de grensplaats Hay on Wye. Volgens auteur Alex Gibbon is het gebeente van Glyndŵr echter van de sterfplaats Herefordshire overgebracht naar de crypte van een kerk in Llanwrda in het Welshe Carmarthenshire.
- Bibliothèque nationale de France: cb125250107 (data)
- Gemeinsame Normdatei: 119299852
- International Standard Name Identifier: 0000 0001 2140 5902
- Library of Congress Control Number: n83211826
- Nationale Bibliotheek van Tsjechië: jx20140729002
- Nationale bibliotheek van Australië: 57497011
- Nationale Bibliotheek van Israël: 987007261723105171
- SNAC: w60k4v10
- Système universitaire de documentation: 034499709
- Trove: 1684419
- Virtual International Authority File: 77122629
- WorldCat: E39PBJrGt7jbpGQj3yD9pKxRrq